# Рон Левітт
Рон Левітт (англ. Ron Leavitt; 1947—2008) — американський продюсер та сценарист. Одна з його найвідоміших робіт — телесеріал «Одружені… та з дітьми». 

## Біографія
Рон Левітт народився 7 листопада 1947 року у Брукліні, Нью-Йорк, США.
Почав свою телевізійну кар'єру у 1970-х роках, написавши сценарій для декількох епізодів таких комедійних серіалів, як «Bustin' Loose», «Happy Days», «Laverne and Shirley» і «The Bad News Bears». За сценарій до останнього Левітт отримав приз Національної асоціації сприяння прогресу кольорового населення (NAACP).
На початку 1980-х років Рон відповідав за сценарій і продюсування телесеріалу «Джефферсони», за який він вдруге отримав винагороду NAACP і премію «People's Choice Awards». Також уродженець Брукліну став одним з авторів підготування до випуску ситкома «Silver Spoons» і одним із творців і виконавчим продюсером ситкому Джейсона Бейтмана «It's Your Move».
Під кінець 1980-х років Левітт разом із Майклом Г. Мойе втілив чергову свою ідею у життя, внаслідок чого у 1987 році на каналі FOX відбувся дебют ситкому «Одружені… та з дітьми». Телесеріал зламав багато телештампів, якими користувалися творці різних ситкомів, і став просто інноваційним проєктом. Левітт був виконавчим продюсером серіалу і сценаристом або співавтором сценарію для 150 епізодів. Довговічність серіалу, який проіснував протягом одинадцяти сезонів (з 1987-го по 1997-й), зробила його другим найдовшим за тривалістю комедійним проєктом телеканалу FOX (після «Сімпсонів»). Ситком «Одружені … та з дітьми» отримав безліч винагород, у тому числі 7 номінацій на «Еммі» та стільки ж номінацій на «Золотий глобус», враховуючи потрапляння до категорії «Найкращий телесеріал».
Популярність серіалу допомогла Левітту створити декілька його спін-оффів, першим із яких став проєкт «Top of the Heap» за участю Метта Леблана і Джозефа Болоньї. Пізніше на основі «Одружених… та з дітьми» з'явився комедійний серіал «Вінні та Боббі» 1992 року, зірками якого знову став Метт Леблан, а також Роберт Торті.
Надалі Рон взяв участь у створенні серіалу 1995—1999 рр. «Нещасливі разом», ставши його виконавчим продюсером і сценаристом, і допоміг зібрати цілу армію фанатів ситкому за п'ять сезонів показу.
В останні роки Левітт працював над написанням сценарію для декількох епізодів американського комедійного телесеріалу «The Help», який транслювала телемережа WB. До інших досягнень Рона, поставлених за межами телебачення, стало його визнання штатом Каліфорнія «Головним громадянином року» у 2001 році.
Ще одна незвичайна перемога Левітта сталася на зйомці серіалу «Одружені… та з дітьми». У одному з епізодів ситкому знявся рестлер Кінг Конг Банді, одна з яскравих фігур світового реслінгу, коли за сценарієм на кухні Домініка пройшов конкурс із поїдання сендвічів cheesesteak. «Голодний» Рон зміг обійти Кінг Конга Банді за числом з'їдених бутербродів.
Левітт був одружений двічі — на акторці та продюсерові Шерін Левітт та на американській актрисі Джессіці Хан. У нього залишилося двоє дітей — Метт та Саманта.
Рон помер 10 лютого 2008 року від раку легенів у Шерман-Оукс, Каліфорнія.